# دی‌کلروسیلان
دی‌کلروسیلان (به انگلیسی: Dichlorosilane) با فرمول شیمیایی SiH
2Cl
2 یک ترکیب شیمیایی با شناسه پاب‌کم 61330 است. که جرم مولی آن 101.007 g mol−1 می‌باشد. شکل ظاهری این ترکیب، گاز بی‌رنگ است.